# Kraftwerk Batak
Das Kraftwerk Batak ist ein Wasserkraftwerk in der Oblast Pasardschik, Bulgarien. Es hat eine installierte Leistung von 46,8 MW. Das Kraftwerk nutzt das Wasser der ca. 13 km entfernten Talsperre Goljam Beglik zur Stromerzeugung. Die Stadt Batak liegt ca. 4 km nordöstlich des Kraftwerks.
Das Kraftwerk ist im Besitz der Nazionalna elektritscheska kompanija EAD (NEK EAD) und wird auch von NEK EAD betrieben.

## Kraftwerk
Das Kraftwerk ging 1951 in Betrieb und dient zur Abdeckung der Spitzenlast. Es verfügt über eine installierte Leistung von 46,8 MW. Die durchschnittliche Jahreserzeugung liegt bei 112 Mio. kWh. Die 4 Pelton-Turbinen mit vertikaler Welle leisten jeweils 11,7 MW; sie befinden sich in einem unterirdischen Maschinenhaus.
Von der Talsperre Goljam Beglik führt ein Tunnel zum Kraftwerk Batak. Die Fallhöhe beträgt dabei 421 m und der maximale Durchfluss liegt bei insgesamt 13,6 m³/s. Vom Kraftwerk Batak wird das Wasser nach der Nutzung zum ca. 2 km entfernten Stausee der Talsperre Batak weitergeleitet.